# ヤン・スタノフスキー
ヤン・スタノフスキー（Jan Stanovský, 1932年3月12日 - ）は、チェコのヴァイオリン奏者。

## 経歴
モラヴィア・スレスコ州ノヴィー・イチーン郡スラティナに生まれ、アマチュアの音楽家だった父親から音楽の手ほどきを受けた。ヤナーチェク音楽院でヤン・シュライスにヴァイオリンを師事し、1956年に新設されたブルノ国立フィルハーモニー管弦楽団に第2ヴァイオリン奏者として入団した。1957年にモスクワで開催されたダヴィド・オイストラフの主催するヴァイオリン・コンクールに3位入賞し、フランティシェク・クドラーチェクの下でさらなる研鑽を積んだ。
1961年にブルノ国立フィルハーモニー管弦楽団の第1ヴァイオリン奏者になり、ブルノ音楽院で教鞭をとるようになった。1964年から1966年まで武蔵野音楽大学の客員教授となり、1968年から1980年まで母校のヤナーチェク音楽院で教鞭をとった。1978年から1992年までブルノ国立フィルハーモニー管弦楽団のコンサートマスターを務めていた。

## 家族・親族
- 妻：来日する直前に結婚した妻イヴァナはピアノ奏者としてスタノフスキーとデュオを組んで共に演奏していた。